# Sharlto Copley

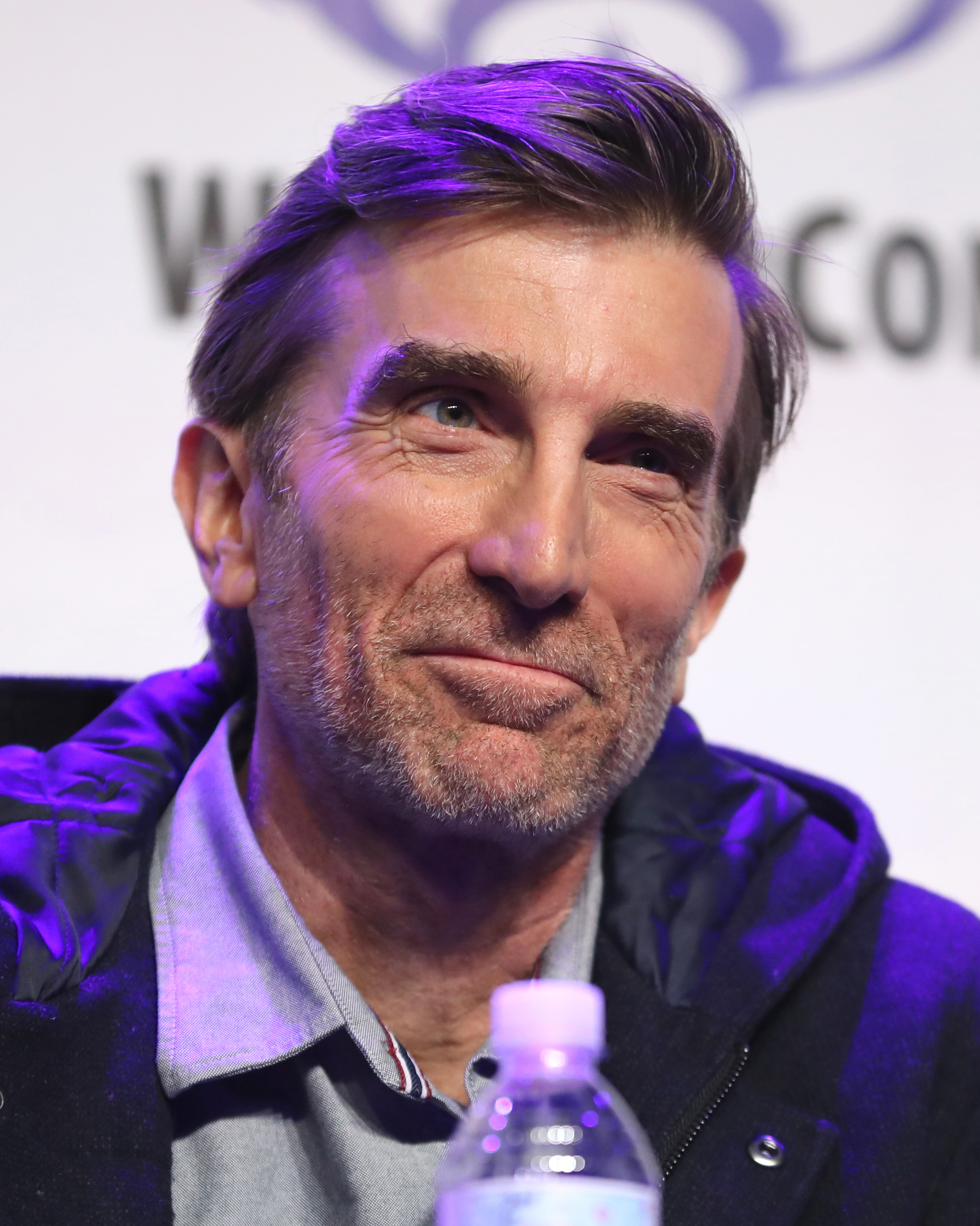
Sharlto Copley (2024)

Sharlto Copley (* 27. November 1973 in Pretoria, Südafrika) ist ein südafrikanischer Schauspieler, Filmproduzent und Regisseur. Bekannt wurde er vor allem in der Rolle des Wikus van de Merwe in dem Film District 9.

## Leben
Im Jahr 2005 produzierte Copley den Kurzfilm Alive in Joburg und übernahm darin eine Nebenrolle. Es war sein erster Film, in dem er unter der Regie von Neill Blomkamp agierte. 2009 besetzte ihn Blomkamp als Hauptdarsteller in dem Science-Fiction-Drama District 9, der auf Alive in Joburg aufbaut. Der Film war künstlerisch und kommerziell erfolgreich und machte Copley und Blomkamp international bekannt.
2010 spielte Copley an der Seite von Liam Neeson und Bradley Cooper in Das A-Team – Der Film, der Kino-Adaption der Serie Das A-Team, die Rolle des Captain „Howling Mad“ Murdock. 2012 stand er für eine Neuverfilmung von Oldboy und den spanisch-amerikanischen Horrorfilm Open Grave vor der Kamera.
2013 arbeitete Copley erneut unter der Regie von Neill Blomkamp für den Film Elysium. In Blomkamps Chappie spielte er 2015 die Titelrolle im Motion-Capture-Verfahren und lieh der Titelfigur in der englischsprachigen Originalfassung seine Stimme.

## Privat
Seit 2012 ist er mit dem Model Tanit Phoenix liiert. Das Paar verlobte sich im Juli 2015 und heiratete am 15. Februar 2016. Sie haben zusammen eine Tochter.

## Filmografie
- 2005: Alive in Joburg (Kurzfilm)
- 2009: District 9
- 2010: Das A-Team – Der Film (The A-Team)
- 2013: Elysium
- 2013: Oldboy
- 2013: Europa Report
- 2013: Open Grave
- 2014: Maleficent – Die dunkle Fee (Maleficent)
- 2015: Chappie (Stimme)
- 2015: Hardcore (Hardcore Henry)
- 2015–2016: Powers (Fernsehserie)
- 2016: Die Hollars – Eine Wahnsinnsfamilie (The Hollars)
- 2016: Free Fire
- 2017: God: Serengeti (Kurzfilm)
- 2018: God: City (Kurzfilm)
- 2018: Gringo
- 2020: The Last Days of American Crime
- 2021: Ted K (als Schauspieler und Produzent beteiligt)
- 2022: Beast – Jäger ohne Gnade (Beast)
- 2023: Boy Kills World
- 2024: Monkey Man